# Śródmieście (Kraków)

Dzielnica Śródmieście w 1990 r.

Śródmieście – część Krakowa. Do 1990 r. administracyjna dzielnica Krakowa. Jej obszar pokrywa się z granicami obecnych dzielnic: dzielnicy I Stare Miasto, dzielnicy II Grzegórzki i dzielnicy III Prądnik Czerwony. W dzielnicy tej znajdują się główne zabytki architektoniczne Krakowa. Jest to również centrum handlu w mieście. W tej części miasta przeważają kamienice jako obiekty mieszkalne (ok. 90%). Powierzchnia – 18,1 km².
W Śródmieściu znajdują się jedne z najważniejszych urzędów miejskich i wojewódzkich oraz konsulaty.
Główne atrakcje turystyczne tej dzielnicy to:
- Wzgórze Wawelskie, na którym znajduje się Zamek Królewski oraz Katedra,
- Najstarsze budynki Uniwersytetu Jagiellońskiego,
- Rynek Główny,
- Sukiennice,
- Kościół Mariacki,
- Liczne kościoły i kamienice.